# Plaxopsis persimilodupla
Plaxopsis persimilodupla är en stekelart som först beskrevs av Roy D. Shenefelt 1978.  Plaxopsis persimilodupla ingår i släktet Plaxopsis och familjen bracksteklar. Inga underarter finns listade i Catalogue of Life.